# Mai Tiến Thành
Mai Tiến Thành (né le 16 mars 1986 dans le district de Ngọc Lặc au Viêt Nam) est un footballeur international vietnamien, qui évolue au poste de milieu de terrain.

## Biographie

### Carrière en sélection
Mai Tiến Thành reçoit 13 sélections en équipe du Viêt Nam entre 2006 et 2015, inscrivant un but.
Il inscrit son seul but en sélection le 30 juin 2007, contre le Bahreïn.
Il participe avec le Viêt Nam à la Coupe d'Asie des nations 2007. Le Viêt Nam atteint les quarts de finale de la compétition, en étant éliminé par l'Irak.
Il dispute également les éliminatoires du mondial 2010 et les éliminatoires du mondial 2018.

## Palmarès
Becamex Bình Dương
| - Championnat du Viêt Nam (2) - Champion : 2014 et 2015. - Coupe du Viêt Nam (1) : - Vainqueur : 2015. - Finaliste : 2014. |  | - Supercoupe du Viêt Nam (2) : - Vainqueur : 2014 et 2015. - Championnat du Mékong des clubs (1) : - Vainqueur : 2014. |